# The Sims 2: Live with Friends
The Sims 2: Live with Friends (titolo originale The Sims 2: Apartment Life) è l'ottava e ultima espansione per il videogioco di simulazione per computer The Sims 2. Con questa espansione i giocatori possono fare vivere le Sim famiglie in nuovi appartamenti e incontrare i vicini, viene inoltre introdotta una nuova razza, le Streghe, apparse precedentemente in The Sims nell'espansione Magie & Incantesimi.

## Modalità di gioco

### Le famiglie
Con questa espansione più famiglie diverse possono essere trasferite nello stesso appartamento. Una volta entrati dovranno scegliere la porta d'ingresso dove preferiscono vivere. Gli appartamenti restanti verranno poi automaticamente abitati da altri Sim (PNG), oppure se ne possono inserire altre, ma con un massimo di 4 famiglie. La casella postale del condominio dà la possibilità ad ogni famiglia di pagare l'affitto ogni lunedì. Per fare abitare la famiglia in un condominio bisogna scegliere la famiglia interessata e spostarla sul lotto condominiale come avete sempre fatto per spostarla in una villetta normale. Una volta trasferita non è ancora stabilita del tutto, ma è solo dentro il lotto. Per far vivere una famiglia in un appartamento bisogna cliccare sulla porta dell'appartamento scelto e affittarlo e automaticamente il sim andrà a pagare l'appartamento dal padrone.
Se siete indecisi su quale appartamento scegliere per problemi di spazio basta scegliere l'opzione "Esamina l'appartamento" dopo aver cliccato sulla porta di esso. Infine l'appartamento andrà arredato a piacere con la miriade di mobili che offre The Sims 2 Apartment Life e con gli oggetti delle altre espansioni in possesso del giocatore. Tornando alla schermata del quartiere e cliccando sul lotto in cui era stata trasferita la famiglia in precedenza, si può notare che appaiono 4 finestre che rappresentano ogni appartamento. Se sono bianche significa che quell'appartamento è vuoto mentre se ha le facce dei sim che lo abitano significa che è abitato.

### Nuovi oggetti
Questa espansione aggiunge nuove funzionalità ed oggetti, come la possibilità di costruire scale a chiocciola, di variare l'altezza di un quadro, la personalizzazione del soffitto, nuovi tipi di finestre e altri oggetti. Inoltre ci saranno nuovi oggetti presenti in altre espansioni. Un nuovo ascensore, nuovi mezzimuri, nuove tettoie, nuove colonne e nuove porte per i garage. Moltissime nuove porte tra cui la porta per appartamenti. Molte finestre adatte a diversi ambiente: finestre a grandi vetrate per una grande illuminazione e finestre in stile coloniale. Un tipo di finestra è presente sia chiusa che aperta. Sei nuove scale a chiocciola, costruzioni per i parcogiochi come torrette di avvistamento, giostre, animali a molla, e costruzioni su cui appendersi. Un nuovo camino, moltissimi nuovi pavimenti e muri. Sarà possibile creare case uniche aggiungendo cornicioni, tetti personalizzati e cancelli. Nella modalità compra saranno presenti tanti nuovi oggetti.

### Nuove interazioni
L'espansione aggiunge nuove interazioni sociali, inclusi Cinque dita alte, Abbraccio forte, Finta stretta di mano, Baciamo tesoro, Stretta di mano energica. I neonati potranno interagire tra loro tramite abbraccetti. I Sim potranno anche ballare Danza Classica o a saltelli. Il telefono ha l'opzione silenziosa. In questa espansione, molti vicini o abitanti del quartiere chiamano a notte tarda.

### Nuovo quartiere
Quest'espansione aggiunge un quartiere con appartamenti chiamato Baia di Belladonna. Qui si possono trovare anche molti nuovi lotti comunitari. In essa si potranno trovare condomini già costruiti e abitati da varie famiglie. Nella Baia di Belladonna, verso il mare, si noterà un piccolo atollo su cui è presente un lotto segreto. È una casa segreta dedicata alla magia in cui si potrà trasferire una sola strega per incorporarsi alla vita solitaria e magica della magia e degli incantesimi. Essa è dotata di tinello, salotto, bagno, stanza da letto e angolo per i vestiti.

### Reputazione
I Sim possono crearsi una reputazione, che li aiuta a fare carriera, a stringere nuove conoscenze e altro ancora. La reputazione migliora eseguendo interazioni sociali amichevoli nei lotti comunitari.
I Sim possono incontrare abitanti della città che fanno parte di uno o più gruppi sociali. A seconda del gruppo, cambiano il tipo di saluto e le storie più gradite. Se un Sim usa il saluto appropriato o racconta il giusto tipo di storia, ottiene ulteriori vantaggi di relazione. I gruppi sociali sono i bohémien, gli chic e gli amanti della meccanica, dello sport e della tecnologia.

### Le streghe
Questa espansione introduce la nuova razza delle streghe. Una strega si può incontrare in un lotto comunitario, di notte. Per diventare strega/stregone bisogna essere in buoni rapporti con uno di essi e chiedergli di farsi insegnare la magia. Esistono tre tipi di streghe: buona (che veste di bianco), neutrale (che veste di marrone) e cattiva (che veste di nero). Ogni tipo di strega ha a disposizione 15 incantesimi. Ci sono a disposizione inoltre oggetti come scope e calderoni, libri di incantesimi e reagenti, quali Occhi di Tritone, Polvere Mistica, Scaglie di Drago e altri per creare le pozioni. Streghe e stregoni per spostarsi usano una scopa magica. Le Streghe, come gli stregoni, hanno dei livelli di Magia, che variano a seconda dell'orientamento. Il nome del Sim, cambia appena entra nel mondo della magia, seguendo però l'Orientamento. Ogni quartiere ha quattro streghe di default (due giovani e due anziane).
| Incantesimi Lanciati | Streghe                                     | Stregoni                                      |
| -------------------- | ------------------------------------------- | --------------------------------------------- |
| Incantesimi Malefici | la Strega Orribilmente Malefica             | lo Stregone Orribilmente Malefico             |
| Incantesimi Malefici | la Strega Malefica (con la pelle verdastra) | lo Stregone Malefico (con la pelle verdastra) |
| Incantesimi Malefici | la Strega Malefica                          | lo Stregone Malefico                          |
| Incantesimi Neutri   | la Strega                                   | lo Stregone                                   |
| Incantesimi Benevoli | la Strega Gentile                           | lo Stregone Gentile                           |
| Incantesimi Benevoli | la Strega Benefica                          | lo Stregone Benefico                          |
| Incantesimi Benevoli | la Strega Benefica (con la pelle stellata)  | lo Stregone Benefico (con la pelle stellata)  |
| Incantesimi Benevoli | la Strega Divinamente Benefica              | lo Stregone Divinamente Benefico              |

#### Incantesimi eseguibili
I tre tipi diversi di Strega o Stregone (Buono, Neutrale, Cattivo), possono eseguire diversi incantesimi.
- La strega Divinamente Benefica potrà lanciare in totale (se ha le abilità magiche complete) 24 incantesimi (di cui uno Malefico, Spiritus Gallinarum, 13 Neutrali e 10 Benefici)

- La strega Orribilmente Malefica potrà lanciare in totale (se ha le abilità magiche complete) 24 incantesimi (di cui uno Benefico, Buonumoris Simus, 13 Neutrali e 10 Malefici)

Più le streghe Malefiche compiono incantesimi Benefici, più il loro Orientamento sale verso il Benefico. Più diventano Benefiche, meno incantesimi Malefici potranno eseguire e più incantesimi Benefici eseguire. Quindi una strega cattiva che ora diventa buona al massimo (Divinamente Benefica), non potrà più eseguire incantesimi Malefici, tranne lo Spiritus Gallinarum. Stesso discorso per le streghe buone.

##### Neutrali
| Nome Incantesimo      | Reagenti Richiesti                                                                          | Effetti |
| Nullifico Aqua        | Polvere mistica x1 Raggi di luna cristallizzati x1                                          | Fa scomparire tutte le pozzanghere dal lotto                                                                     |
| Netto Corpus          | Polvere mistica x2                                                                          | Barra dell'igiene al massimo                                                                                     |
| Nullifico Foliarum    | Occhio di tritone x1 Polvere mistica x1                                                     | Fa scomparire i mucchietti di foglie (solo per chi possiede Seasons)                                             |
| Corpus Atleticus      | Scaglie di drago x1 Polvere mistica x2                                                      | Rende il Sim atletico                                                                                            |
| Corpus Flaccidus      | Scaglie di drago x2 Polvere mistica x1                                                      | Rende il Sim grasso                                                                                              |
| Magivestigium         | -                                                                                           | Teletrasporto nel punto indicato                                                                                 |
| Creo Nutrimens        | Scaglie di drago x2 Polvere mistica x1                                                      | Crea un piatto di cibo                                                                                           |
| Expello Simus         | Scaglie di drago x1 Occhio di tritone x1 Polvere mistica x1                                 | Fa scomparire il Sim                                                                                             |
| Appello Gattus Amicus | Scaglie di drago x1 Polvere mistica x3                                                      | Fa comparire il Famiglio Felino (solo per chi possiede Pets)                                                     |
| Purgomagnus           | Scaglie di drago x2 Polvere mistica x2                                                      | Rimuove le fatture precedenti dal Sim                                                                            |
| Appello Simus         | Scaglie di drago x2 Polvere mistica x2 Raggi di luna cristallizzati x1                      | Fa apparire un Sim (precedentemente selezionato) - Funziona solo con conoscenti del Sim che lancia l'incantesimo |
| Magus Mutatio         | Scaglie di drago x1 Occhio di tritone x2 Polvere mistica x1 Raggi di luna cristallizzati x2 | Trasforma il Sim in una strega o stregone                                                                        |
| Tempus Interruptus    | Scaglie di drago x2 Occhio di tritone x1 Polvere mistica x2 Raggi di luna cristallizzati x1 | Ferma il tempo - Non ha effetto su streghe e stregoni                                                            |
| Resumo Tempus         | -                                                                                           | Scioglie il Tempus Interruptus (non è di per sé un vero incantesimo)                                             |

##### Benefici e Malefici
| Incantesimi Benefici  | Incantesimi Benefici                                                                                 | Incantesimi Malefici | Incantesimi Malefici                                                                 |
| Nome Incantesimo      | Effetti                                                                                              | Nome Incantesimo     | Effetti                                                                              |
| --------------------- | --- | -------------------- | ------------------------------------------------------------------------------------ |
| Buonumoris Simus      | Rende il Sim di buon umore                                                                           | Spiritus Gallinarum  | Fa comportare il Sim come una gallina                                                |
| Creo Insecta Volantia | Di notte compariranno le lucciole, se è giorno allora delle farfalle (solo per chi possiede Seasons) | Attaccum Apibus      | Uno sciame di api insegue il Sim (solo per chi possiede FreeTime)                    |
| Exflammo              | Estingue i fuochi                                                                                    | Inflammo             | Scoppia un incendio                                                                  |
| Curo Simus            | Cura il Sim da ogni malattia                                                                         | Rigettus Forzatus    | Il Sim corre in bagno a vomitare                                                     |
| Bellifico Locus       | Rende luminoso il cielo, facendo scomparire la pioggia (solo per chi possiedeSeasons)                | Corrumpo Locus       | Scoppia un temporale (solo per chi possiede Seasons)                                 |
| Compello Acceptus     | Aumenta la socialità in un Sim                                                                       | Compello Reiectus    | Diminuisce la socialità in un Sim                                                    |
| Appello Servitoris    | Evoca l'Assistente Strega che pulirà il lotto                                                        | Attaccum Servitoris  | Il Sim viene attaccato dall'Assistente Strega                                        |
| Buonumoris Populus    | Rende tutti i residenti e visitatori di buon umore                                                   | Tabula Rasa          | Fa dimenticare al Sim i suoi ricordi, permanentemente                                |
| Velociamicus          | Rende il Sim amico di un altro Sim                                                                   | Extractum Amoris     | Rimuove la relazione amorosa del Sim                                                 |
| Expello Mortis        | Da usare contro il Tristo Mietitore, per salvare un Sim                                              | Vivifico Zombius     | Usato su una tomba o urna, resuscita un Sim come Zombi (per chi possiede university) |

#### Creare pozioni e oggetti col calderone
Aumentando l'Abilità Magica, si potranno creare pozioni e oggetti, a seconda anche dell'Orientamento.
Le Streghe Buone potranno creare:
- Pozioni
  - Zucchero con spezie Magiche
  - Antistreghina
  - Piantofughina
  - Vampirocillina
  - Licantrofughina
  - Filtro d'amore n. 8,5
  - ReNuYu Porta-Chug
- Reagenti
  - Essenza di luce
  - Raggi di luna cristallizzati
  - Polvere mistica
  - Scaglie di drago
  - Occhio di Tritone
  - Essenza di vipera
- Oggetti
  - Trono della Luce(seduta fa salire tutti i bisogni a parte ambiente)
  - Applique Polvere di Stelle
  - Piantana Fuoco Fatuo
  - Lampada da soffitto Polvere di Stelle
  - La piccola Guendalina

Le Streghe Cattive potranno creare:
- Pozioni
  - Essenza incantata di code di cane
  - Antistreghina
  - Piantofughina
  - Vampirocillina
  - Licantrofughina
  - Filtro d'amore n. 8,5
  - ReNuYu Porta-Chug
- Reagenti
  - Essenza di luce
  - Raggi di luna cristallizzati
  - Polvere mistica
  - Scaglie di drago
  - Occhio di Tritone
  - Essenza di vipera
- Oggetti
  - Trono Artigli Delle Tenebre (seduta fa salire tutti i bisogni a parte ambiente)
  - Applique Palmo Delle Tenebre
  - Piantana Mano Delle Tenebre
  - Lampada da soffitto Pugno Delle Tenebre
  - La piccola Guendalina

### Lotti Comunitari
Uscendo per la Baia di Belladonna si possono trovare ballerini di Break dance, statue viventi (se gli si dà una mancia si muovono), e gruppi sociali diversi tra loro, per abbigliamento e saluti, inoltre sono presenti distributori di bibite, di cibo e fast food.

### Aggiornamenti per il Gioco
Il 1º ottobre 2008 è uscita una patch per The Sims 2: Live with Friends, dove sono stati corretti molti errori del gioco.